# Seigneurie de Ribeaupierre
Pour les articles homonymes, voir Ribeaupierre (homonymie).
vers 1163 – 1790
(environ 627 ans)
Entités précédentes :
- Principauté épiscopale de Bâle

Entités suivantes :
- Royaume de France (province d'Alsace)
- Royaume de France (Haut-Rhin)

La seigneurie de Ribeaupierre (en allemand : Herrschaft Rappoltstein) est une ancienne seigneurie du Saint-Empire romain entre le XIIe siècle et 1648, puis un comté au sein du royaume de France jusqu'en 1790.
Son territoire est composé de plusieurs bailliages, fiefs et châteaux situés dans la plaine d’Alsace et le massif des Vosges autour de la ville de Ribeauvillé. La famille de Ribeaupierre dirige cet ensemble qui garde son unité territoriale au fil des successions.
La seigneurie est rattachée au territoire français en vertu des traités de Westphalie de 1648 et intégrée à la province d’Alsace. Lorsque la dynastie de Ribeaupierre s'éteint en 1673, ses terres sont attribuées par le Roi de France au comte palatin de Birkenfeld-Bischwiller et à ses descendants qui les conservent jusqu’à la Révolution française.

## Histoire

### Origines
La seigneurie s’est constituée à partir d’un fief relevant à l’origine d’une famille noble de la région. Le château de Ribeaupierre est mentionné pour la première fois en 1038 sous le nom de « rocher de Reginbald », faisant sans doute référence au seigneur Reginboldi qui apparaît dans les sources au début du XIe siècle.
Le 21 mars 1084, l’empereur Henri IV du Saint-Empire remet ce château au prince-évêque de Bâle. Son successeur, Henri V, récupère la fortification en 1114. Frédéric Ier Barberousse l'attribue ensuite à l’un de ses fidèles, Egenolphe d'Urslingen, vers 1163. Mort vers 1188, ce dernier a sans doute épousé Emma, héritière des premiers seigneurs du château.
Le titre de « sire de Ribeaupierre » apparaît pour la première fois en 1219 pour qualifier les petits-fils d’Eguenophe qui ont pris le nom du lieu. La famille est alors mentionnée dans les actes de la chancellerie du Saint-Empire. Ses membres participent aux croisades et cherchent à étendre leurs territoires dans la plaine d'Alsace dès le milieu du XIIIe siècle, après la disparition de la dynastie des Hohenstaufen très influente dans la région. Les sires de Ribeaupierre reçoivent par ailleurs le fief et le château du Haut-Ribeaupierre (Hohrappoltstein) des princes-évêques de Bâle. Ils font également bâtir le château du Girsberg dans la première moitié du XIIIe siècle.

### Territoire du Saint-Empire

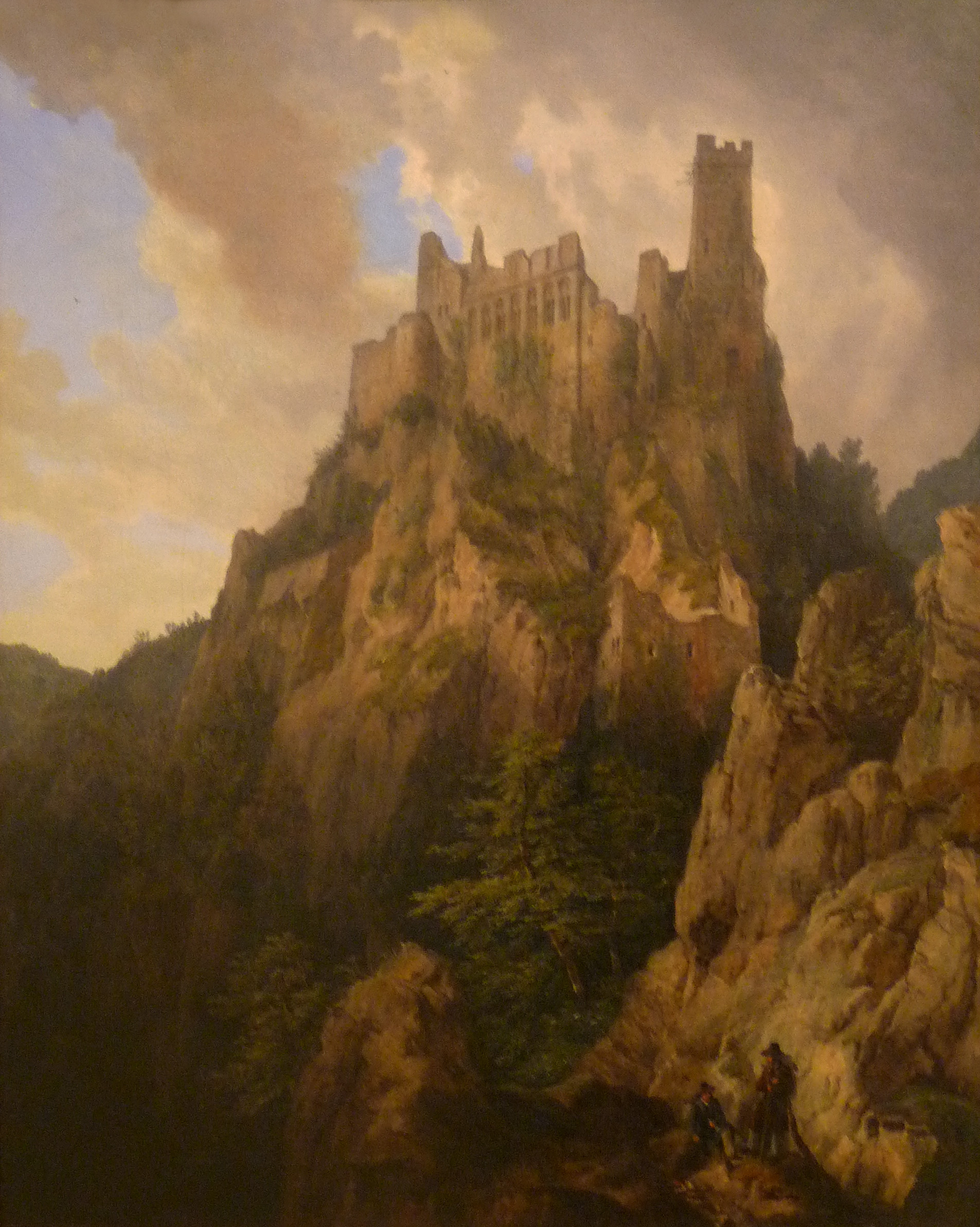
Ruines du château de Saint-Ulrich ou Grand-Ribeaupierre vers 1825.
(Musée palatin de Heidelberg)

Au cours du Moyen Âge, les seigneurs successifs acquièrent de nouvelles possessions qui leur fournissent d’importants revenus issus de l’exploitation du vignoble alsacien et des mines du val d’Argent. Cette vallée prend toute son importance au XVe siècle quand des filons d'argent sont découverts et exploités, donnant un prestige et des revenus considérables aux Ribeaupierre à la Renaissance.
L’achat du château du Pflixbourg en 1431 et d’autres fiefs impériaux permet aux sires de Ribeaupierre d’obtenir l'immédiateté impériale (Reichsfreiheit) en 1434, avec droit de siéger à la Diète d'Empire. Ils sont invités à la Diète de 1479 à 1554, et participent aux assemblées du cercle du Haut-Rhin entre 1542 et 1598. Ils sont désormais représentés dans les hautes instances du Saint-Empire au sein des états impériaux. Les Ribeaupierre s’affichent comme des seigneurs immédiats, subordonnés directement à l'empereur sans passer par la tutelle d’un prince intermédiaire : ils appartiennent à ce qu’on nomme l’ordre des seigneurs (Herrenstand) et sont parfois qualifiés de barons. Dans leurs autres fiefs, ils restent toutefois sous l'autorité d'autres seigneurs locaux : le prince-évêque de Strasbourg, celui de Bâle, les Wurtemberg et les Habsbourg.
À partir du XVe siècle, les Ribeaupierre se mettent au service des Habsbourg, ducs puis archiducs d’Autriche qui possèdent le landgraviat de Haute-Alsace et d'autres territoires le long du Rhin regroupés au sein de l'Autriche antérieure. Ils confient à Maximin Ier de Ribeaupierre, puis à son fils Guillaume Ier, l'administration des possessions autrichiennes dans la région. Après l'accession des Habsbourg au trône impérial, Guillaume II de Ribeaupierre devient un proche conseiller de l'empereur Maximilien Ier du Saint-Empire qui le nomme maréchal et chevalier de la Toison d'Or.
Par cette proximité avec les Habsbourg, les seigneurs cherchent à obtenir leur protection face à une éventuelle attaque des ducs de Lorraine qui possèdent la moitié du Val d'Argent et veulent s'emparer des mines situées sur les terres des Ribeaupierre. Ces derniers souhaitent également profiter du soutien financier des Habsbourg dans l'exploitation des mines qui nécessite de lourds investissements dans la seigneurie. Un accord est conclu en 1486, par lequel les régents d'Autriche antérieure déclarent protéger les Ribeaupierre dans l'extraction minière en échange des deux tiers du bénéfice. Les seigneurs perdent ainsi leurs droits souverains dans la vallée au profit des Habsbourg.
Pour éviter les problèmes de partage et de succession, les Ribeaupierre conclut un pacte de famille en 1511. Ils construisent au sein de la ville de Ribeauvillé un château urbain qui devient leur résidence dans laquelle le centre administratif de la seigneurie est transféré en 1518. Si les mines d’argent de Sainte-Marie-aux-Mines fournissent aux seigneurs d'importants moyens financiers et une influence dans la région, ils restent politiquement inférieurs aux Habsbourg. Ces derniers tentent de réduire l'autonomie des Ribeaupierre qui sont alors médiatisés au milieu du XVIe siècle, : ils sont désormais soumis à la supériorité territoriale de l’Autriche qui, elle-même, conserve son immédiateté impériale.

### Rattachement au royaume de France

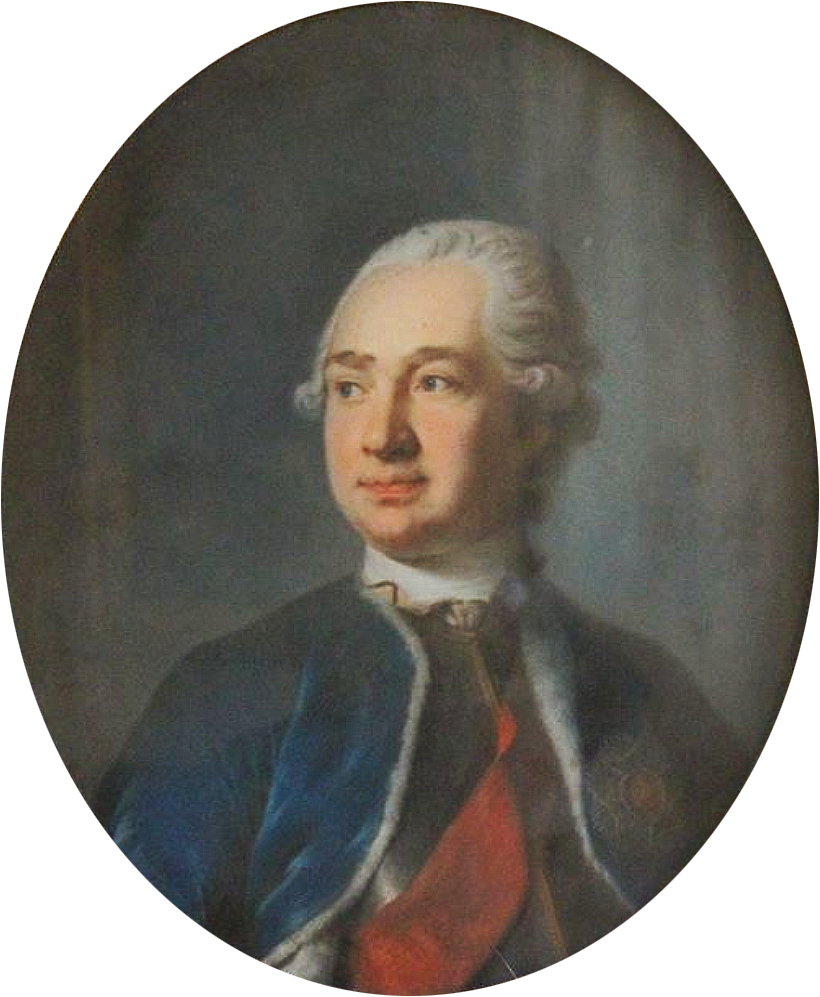
Maximilien-Joseph de Deux-Ponts-Birkenfeld-Bischwiller, dernier comte de Ribeaupierre, en 1784.
(Résidence de Munich)

La Réforme protestante est introduite dans la seigneurie par des prédicateurs en 1554 puis adoptée par la famille seigneuriale en 1563 malgré la pression exercée par les Habsbourg pour restaurer la foi catholique. Au début du XVIIe siècle, les filons des mines d'argent s'épuisent. Les ravages provoqués par la guerre de Trente Ans dans la plaine d'Alsace poussent les sires de Ribeaupierre à accepter la protection du royaume de France accordée par lettres patentes le 8 mai 1637. La même année, Georges-Frédéric et Jean-Jacques de Ribeaupierre succèdent à leur père Eberhard, et gouvernent ensemble les possessions familiales. Ils s'attribuent le titre de comte, qui n'a plus de grande valeur au XVIIe siècle.
À l’issue du conflit, les traités de Westphalie de 1648 accordent au Roi de France les territoires des Habsbourg en Haute-Alsace ainsi que des droits sur leurs vassaux directs, notamment les Ribeaupierre,. La seigneurie est ainsi rattachée au territoire français et intégrée à la province d'Alsace nouvellement formée. Après la mort de Georges-Frédéric en 1651 puis celle de Jean-Jacques en 1673, la lignée masculine de la dynastie s’éteint. Les deux frères laissent trois héritières : Anne-Élisabeth, la fille de Georges-Frédéric, ainsi que Catherine-Agathe et Anne-Dorothée, les filles de Jean-Jacques. En tant que souverain, Louis XIV attribue l'intégralité des possessions des Ribeaupierre à l'époux de Catherine-Agathe, le comte palatin Christian II de Birkenfeld-Bischwiller qui les transmet à ses descendants,. Le roi a ainsi écarté les prétentions du prince-évêque de Bâle, suzerain originel des Ribeaupierre, et celles du comte Christian-Louis de Waldeck, mari d'Anne-Élisabeth.
La nouvelle dynastie est issue de la famille de Wittelsbach. Elle possède également la seigneurie de Bischwiller, qui intègre le royaume de France en 1680, ainsi que le comté de Palatinat-Birkenfeld et le duché de Palatinat-Deux-Ponts situés hors du territoire français. Descendant de Christian II et de Catherine-Agathe, Maximilien-Joseph de Deux-Ponts-Birkenfeld-Bischwiller reçoit le comté de Ribeaupierre après avoir signé une convention avec son frère aîné, Charles II Auguste, le 27 mars 1778. Au début de la Révolution française, il est dépossédé de ses terres et quitte le royaume de France : la seigneurie disparaît à la suite de l'abolition des privilèges en 1789 et de l'abolition de la noblesse héréditaire en France en 1790. Ribeauvillé et la plupart des villages de l'ancien comté intègrent le département du Haut-Rhin créé en 1790. Si le dernier comte de Ribeaupierre a perdu son titre, il devient plus tard prince-électeur de Bavière puis premier roi de Bavière sous le nom de Maximilien Ier.

## Territoire

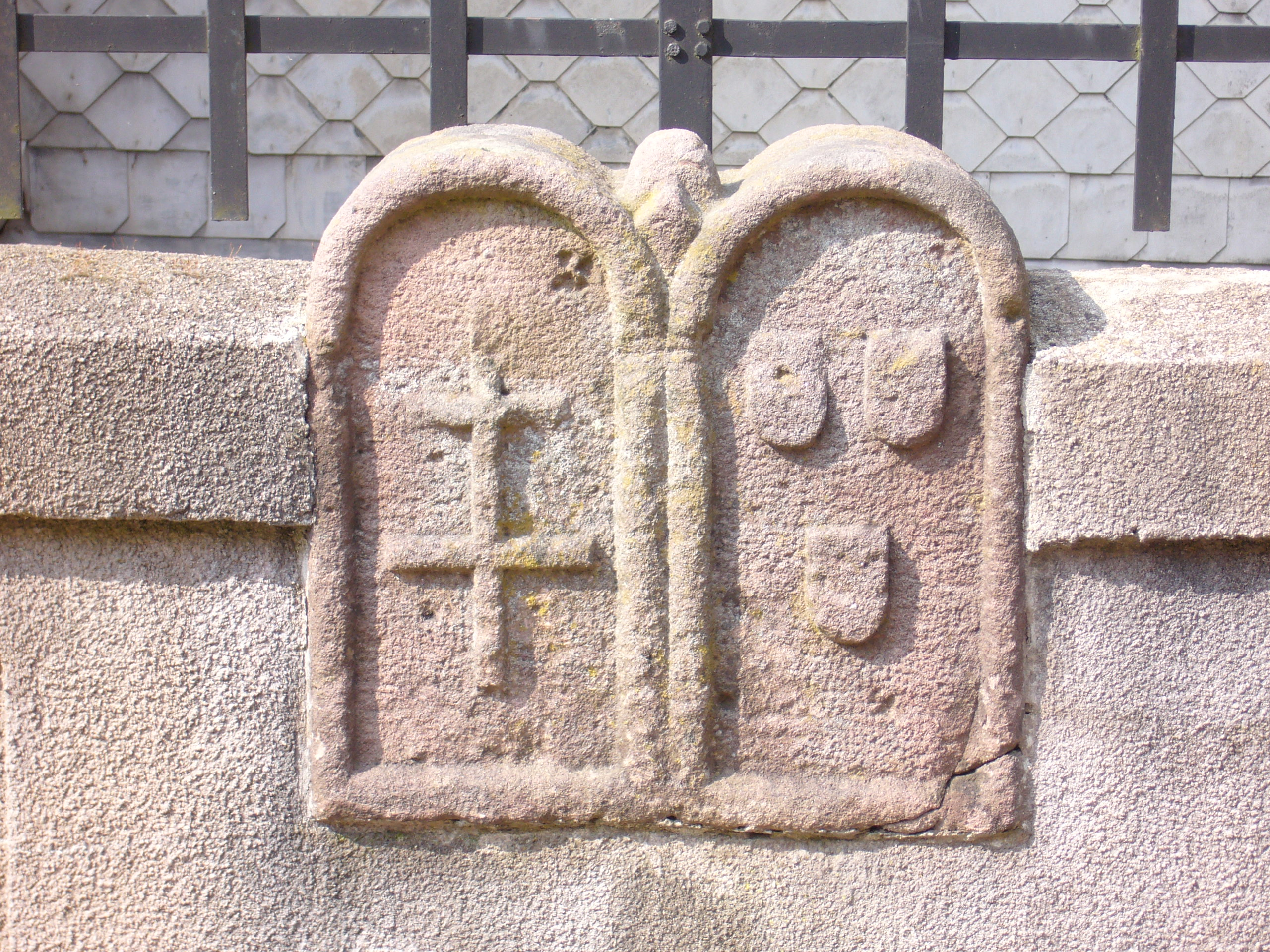
Ancienne borne frontière sur le pont Bonduron à Sainte-Marie-aux-Mines, entre le duché de Lorraine (à gauche) et le comté de Ribeaupierre (à droite).

Les Ribeaupierre ont constitué leur patrimoine en concluant des mariages, en achetant des terres ou en les obtenant pas la force pour s’assurer des revenus économiques et entretenir le train de vie de leur famille. Les limites de la seigneurie évoluent ainsi de génération en génération.
La seigneurie est distribuée entre huit bailliages en 1789 :
- le bailliage de Heiteren comprend Balgau, Heiteren, Rustenhart, Weckolsheim ;
- le bailliage de Wihr comprend Griesbach, Gunspach (aujourd'hui, Gunsbach), Walbach, Wasserbourg, Wihr-au-Val et Zimmerbach (pour moitié) ;
- le bailliage d'Orbey ou seigneurie de Honack, comprend : Basses-Huttes (aujourd'hui, partie d'Orbey), Foru ou Fomy (Starckenbach) (aujourd'hui, Faurupt, partie de Lapoutroie), Fréland ou Urbach, Hachimette ou Eschelmeer (aujourd'hui, partie de Lapoutroie), Hautes-Huttes (aujourd'hui, partie d'Orbey), La Baroche (aujourd'hui, Labaroche) ou Zell, La Poutroie (aujourd'hui, Lapoutroie) ou Schnierlach, Le Bonhomme ou Diedolshausen, Longtrait (aujourd'hui, Grand-Trait, partie de Lapoutroie) ou Langenwasen, Orbey ou Urbeis, Ribeaugoutte (aujourd'hui, partie de Lapoutroie) et Thannet (aujourd'hui, Tannach, partie d'Orbey) ;
- le bailliage de Guémar comprend Breitenheim (annexe de Mussig), Guémar, Heidolsheim, Illhaeusern, Jebsheim (en partie), Mussig et Ohnenheim ;
- le bailliage de Zellenberg comprend Bennwihr, Houssen, Wihr-en-Plaine (aujourd'hui, partie de Horbourg-Wihr) et Zellenberg ;
- le bailliage de Ribeaupierre comprend Ribeauvillé, Houssen et Thannenkirch ou Sanct-Annenkirch ;
- le bailliage de Bergheim comprend Bergheim ou Oberbergheim, Roderen et Rorschwihr ;
- le bailliage de Sainte-Marie-aux-Mines comprend Échery (aujourd'hui, partie de Sainte-Marie-aux-Mines), Fertru (Fertrupt, aujourd'hui partie de Sainte-Marie-aux-Mines), Liversel, Petite-Lièpvre (aujourd'hui, partie de Sainte-Marie-aux-Mines), Petite-Bourgogne, Rauhenthal (aujourd'hui, partie de Sainte-Marie-aux-Mines), Saint-Blaise (aujourd'hui, partie de Sainte-Marie-aux-Mines), Sainte-Marie-aux-Mines dans sa partie rive droite de la Lièpvrette et enfin Surlatle ou Zillhardt.

La moitié de Zimmerbach relève de la ville impériale de Turckheim, membre de la Décapole.
La moitié de Jebsheim relevait du bailliage de La Wantzenau, terre immatriculée au directoire de la noblesse de Basse-Alsace, propriété, avec Innenheim et Krautergersbeim, de la Maison de Berkheim.
Les Ribeaupierre ont également possédé les villages lorrains Fraize et Saulcy (partagé avec le seigneur de Parroye) et de multiples biens et revenus dispersés en Haute et Basse-Alsace.
Une partie du Val de Lièpvre relevait du diocèse de Strasbourg puisqu'elle était en Basse-Alsace, mais ces terres, à l'instar de la seigneurie de Thanvillé, dépendait de la maison ducale de Lorraine. Elle comprenait Bois-l'Abbesse, Grand-Rombach, La Hingrie, L'Allemand-Rombach, Lièpvre, Montplaisir, Mussloch, Petit-Rombach, Sainte-Croix-aux-Mines, Saint-Hippolyte, Sainte-Marie-aux-Mines dans sa partie rive gauche de la Lièpvrette, Steinbach et Vrai-Cote. Toutes ses localités ou entités administratives se retrouvent dans le bailliage de Saint-Dié, à la fin de l'Ancien Régime. Cette mention des possessions du duc de Lorraine n'est pas innocente, car avant le XVIe siècle et la partition conflictuelle du bailliage de Sainte-Marie sur fond d'exploitation minière, les liaisons, tantôt complices tantôt duplices, et autres associations actives des seigneurs de Ribeaupierre avec le duc de Lorraine ont été importantes. Il est possible d'affirmer que, parfois comptant comme un véritable représentant du duc de Lorraine en Alsace, les seigneurs de Ribeaupierre, issue d'une modeste lignée de nobles capitaines à la solde des évêques de Bâle, ont gagné en prestige et en autorité. Une partie non négligeable de ses terres alsaciennes proviennent de l'extinction lignagère de familles associées au duc de Lorraine, par le jeu des héritages et des mariages.